# Athysanella obscura
Athysanella obscura är en insektsart som beskrevs av Johnson. Athysanella obscura ingår i släktet Athysanella och familjen dvärgstritar. Inga underarter finns listade i Catalogue of Life.